# Tyler Glacier
Tyler Glacier är en glaciär i Antarktis. Den ligger i Östantarktis. Nya Zeeland gör anspråk på området. Tyler Glacier ligger 384 meter över havet.
Terrängen runt Tyler Glacier är varierad. Trakten är obefolkad. Det finns inga samhällen i närheten.